# عبد الله بن محمد بن سعود آل ثاني
عبد الله بن محمد بن سعود آل ثاني (المولود في دولة قطر بتاريخ 20 نوفمبر 1959) رئيس مجلس إدارة مجموعة Ooredoo للاتصالات منذ سنة عام 2000، ومن خلال هذا المنصب قام بتوجيه الشركة خلال فترة مهمة من التوسع في الشرق الأوسط وشمال أفريقيا وجنوب شرق آسيا، وشبه القارة الآسيوية.

## السيرة المهنية
يتمتع الشيخ عبد الله بخبرة واسعة في كل من المجال العسكري ومجال الطيران. فقد التحق بالقوات القطرية المسلحة وأصبح مدرب طيار من قبل القوات الجوية الملكية البريطانية في 1984، قبل أن يتم تعيينه بمنصب قائد لسرب طيران في 1996. كما شغل الشيخ عبد الله منصب الملحق العسكري في سفارة دولة قطر لدى المملكة المتحدة في 1999، وشغل منصب مدير مكتب صاحب السمو أمير قطر خلال الفترة من 2000 – 2005. وكان عضواً في المجلس الوطني للتخطيط بقطر. وقد تولي منصب رئيس مجلس إدارة Ooredoo في سنة 2000.

## أبرز ملامح رئاسته لمجلس إدارة Ooredoo
يتمتع رئيس مجلس إدارة اتصالات قطر وممثل لدولة قطر، بمرتبة وزير دولة. ومن خلال منصبه كرئيس لمجلس الإدارة يثري الشيخ عبد الله مجموعة كيوتل وعملياتها الدولية بخبرته الواسعة ومعرفته العميقة وتوجيهاته الإستراتيجية. فقد كان للشيخ عبد الله دور أساسي في تعزيز نظام حوكمة الشركة في كيوتل، وبشكل يضمن الالتزام بمبادئ المسائلة والشفافية وفق أعلى المعايير الدولية. كما حرص على أن تستمر Ooredoo في تقديم القيمة لجميع أصحاب المصلحة.
في 2006 فتحت سوق المنافسة في قطر، وبتوجيهات من الشيخ عبد الله دافعت Ooredoo وبحزم عن مكانتها في سوقها الأول وموطنها قطر، وعملت على تنمية قاعدة عملائها في خدمة الاتصالات الجوالة عاماً تلو الآخر، وفي الوقت ذاته باشرت العمل في تنفيذ خطة طموحة للعمل على توسيع اتصالات البرودباند عالية السرعة في جميع أنحاء دولة قطر. وفي أواخر 2011 أعلن الشيخ عبد الله عن بدء العمل في مشروع بتكلفة 600 مليون ر.ق. (ما يعادل 165 مليون دولار) لتمديد شبكة ألياف ضوئية تغطي جميع مناطق قطر بخدمة البرودباند فائقة السرعة مع نهاية 2013.
وكان للشيخ عبد الله دور فعال في إعادة هيكلة Ooredoo قطر، وكذلك في توسع أنشطة الشركة في المنطقة. وبعد قيام Ooredoo بعملية استحواذ مهمة على مجموعة الوطنية الكويتية (وهي عملية شكلت في وقتها أكبر عملية استحواذ في قطاع الاتصالات في العالم العربي) تولى سعادته منصب رئيس مجلس إدارة الوطنية. كما يتولى أيضاً منصب الرئيس المفوض لشركة إندوسات (إندونيسيا) التي تمتلك كيوتل فيها حصة 65 بالمائة.
منذ 2005، قاد الشيخ عبد الله عملية نمو Ooredoo من مشغل في دولة واحدة إلى مجموعة تمارس عملياتها في 17 دولة تمتد من شمال أفريقيا حتى جنوب شرق آسيا. وحققت الشركة، مدفوعة بنمو قاعدة عملائها ومكاسب في حصتها السوقية، إيرادات بلغت 31.8 مليار ر.ق في نهاية 2011، في حين بلغت القاعدة الموحدة لعملائها 83.4 مليون عميل.
وتشمل العلامات التجارية التي تعمل تحت مظلة مجموعة كيوتل كل من Ooredoo (قطر)، وإندوسات (إندونيسيا)، وآسياسل (العراق)، والوطنية (الكويت وفلسطين والمالديف)، والنورس (سلطنة عمان)، نجمة (الجزائر)، وتونيزيانا (تونس)، وبرافو (المملكة العربية السعودية)، وواي –ترايب (الأردن وباكستان والفلبين).
وإلى جانب الدور الكبير الذي يقوم به الشيخ عبد الله في قطاع الاتصالات، فقد تم تسميته في إبريل 2012 مفوضاً لدى اللجنة العليا للنطاق العريض من أجل التنمية الرقمية المنبثقة عن الأمم المتحدة.
ويعتبر الشيخ عبد الله مصدر إلهام للجهود الكبيرة التي تقوم بها Ooredoo من خلال برنامج المسؤولية الاجتماعية للشركة «من أجل قطر يداً بيد». ففي مجال المسؤولية الاجتماعية للشركة، اختارت Ooredoo أن تكون الرياضة والرفاه الاجتماعي والثقافة القطرية والتعليم والصحة ميادين لأنشطتها في قطر، وخصصت لتلك الأعمال موارد مالية بلغت قرابة 27 مليون ر.ق. في 2011، سخرتها لتنفيذ أنشطة ومبادرات تسهم في التنمية المحلية والإقليمية في تلك المجالات.
وباعتباره من الشخصيات المحبة للرياضة، دعم الشيخ عبد الله تطور الرياضة والأنشطة الرياضية في قطر، بما في ذلك تقديم الجوائز للرياضيين الذين حققوا الفوز في دورة الألعاب العربية 2011 وذلك تقديراً لدورهم في إلهام الشباب على ممارسة الرياضة.
أعلنت أمس، مجموعة اتصالات قطر (Ooredoo) في بيان لها، عن رفع حصتها في المجموعة الكويتية «الوطنية للاتصالات» إلى 92.1 بالمئة.
وأوضح البيان الذي تلقت «الشروق» نسخة منه، أن (Ooredoo) كانت قد تقدمت بعرض الشراء لجميع مساهمي الوطنية لاتصالات الكويت بتاريخ 4 سبتمبر 2012، وتمكنت من رفع مساهمتها في الوطنية للاتصالات من 52.5 بالمائة إلى 92.1 بالمئة.
وقال الشيخ عبد الله بن محمد بن سعود آل ثاني، رئيس مجلس إدارة مجموعة (Ooredoo)، معلقاً على نجاح العملية، إننا نحترم قرار المساهمين الآخرين (7.9 بالمائة من المساهمين) الذين آثروا عدم قبول عرضنا، ونتطلع إلى دعمهم المستمر مع دخولنا لمرحلة جديدة من الاستثمارات في أسواق الوطنية للاتصالات، كما وأننا ممتنون لتفهم السلطات الجزائرية لموقفنا ولإعطائنا الإذن بالمضي قدماً في إتمام الصفقة. وأضاف البيان أن (كيوتل) اشترت 39.6 بالمئة من الأسهم التي تم إصدارها بقيمة 519.5 مليون دينار كويتي، ما يعادل 1.8 مليار دولار. وفي مارس 2007 أصبحت شركة قطر للاتصالات، تحوز على أغلبية الأسهم للوطنية بنسبة 52.5 بالمئة مما سمح لها بالاستحواذ على 71 بالمئة من رأس مال فرع الجزائر للوطنية "نجمة

## الألقاب
- رئيس مجلس الإدارة Ooredoo

```
2000 – 2020
```

- رئيس اللجنة التنفيذية Ooredoo

```
2000 – 2020
```

- رئيس مجلس إدارة الوطنية للاتصالات، 2007 – 2015
- الرئيس المفوض لشركة إندوسات، 2008 - 2015
- مفوض لدى اللجنة العليا للنطاق العريض من أجل التنمية الرقمية المنبثقة عن الأمم المتحدة.
- رئيس الديوان الأميري، 2000 – 2005
- عضو مجلس التخطيط في قطر، 2000 – 2005
- الرئيس التنفيذي لجهاز قطر للاستثمار 2014 - 2018
- رئيس هارودز لندن 2014 - 2018
- نائب رئيس مجلس إدارة QNB

2014 - 2018
- سفير دولة قطر لدى ألمانيا 2020 حتى الآن